# هارون بوث
هارون بوث (بالإنجليزية: Aaron Booth)‏ هو منافس ألعاب قوى نيوزلندي، ولد في 12 سبتمبر 1996.

## وصلات خارجية
- هارون بوث على موقع الاتحاد الدولي لألعاب القوى (الإنجليزية)
- هارون بوث على موقع TFRRS.org (الإنجليزية)
- هارون بوث على موقع TFRRS.org (الإنجليزية)